# Josef Beck (Diplomat)
Josef Beck (* 1. Februar 1953 in Bärenthal) ist ein deutscher Diplomat im Ruhestand. Er war zuletzt von 2015 bis 2018 deutscher Generalkonsul in Vancouver.

## Leben
Beck studierte ab 1972 Volkswirtschaftslehre in Freiburg und Göttingen und legte 1978 seine Diplomprüfung an der Universität Göttingen ab. 1979 und 1980 absolvierte er am Institut Européen des Hautes Études Internationales in Nizza ein Aufbaustudium über internationale Beziehungen.
Von 1980 an war er für das Auswärtige Amt in Bonn tätig, bis er 1982 zur Ständigen Vertretung der Bundesrepublik Deutschland bei der Europäischen Union in Brüssel wechselte. Zwischen 1984 und 1987 war er als 2. Sekretär an der deutschen Botschaft in Kinshasa (Zaire) tätig. Anschließend war er bis 1990 beim NATO-Referat der politischen Abteilung des Auswärtigen Amts. Von 1990 bis 1993 war er Ständiger Vertreter an der deutschen Botschaft in Quito (Ecuador), bevor er Botschaftsrat in der politischen Abteilung der deutschen Botschaft in Washington (USA) wurde. Von 1996 bis 1999 war er als stellvertretender Referatsleiter im Auswärtigen Amt beschäftigt. Ab 1999 war er Ständiger Vertreter beim deutschen Generalkonsulat in Los Angeles, bis er 2004 Leiter der Wirtschaftsabteilung der deutschen Botschaft in Prag wurde. Anschließend war er von 2008 bis 2011 Leiter des Referats für die Andenstaaten und Vertreter des Beauftragten für Lateinamerika und die Karibik beim Auswärtigen Amt.
Von 2011 bis 2014 war er Botschafter der Bundesrepublik Deutschland in Jamaika und zugleich als Botschafter in den Bahamas und als Generalkonsul für die britischen Überseegebiete Kaimaninseln, Turks- und Caicosinseln sowie als Ständiger Vertreter der Bundesrepublik Deutschland bei der Internationalen Meeresbodenbehörde mit Sitz in Kingston akkreditiert. Zur Förderung eines gesellschaftlichen Bewusstseins für Menschenrecht in Jamaika, unterzeichnete er am 12. April 2012, einen Zuwendungsvertrag zwischen der Bundesrepublik Deutschland und der jamaikanischen Menschenrechtsorganisation Jamaicans for Justice, für das Projekt „Human Rights Awareness Marketing and Promotionals Campaign“, an dem sich Deutschland mit einem Zuschuss von 62.000 Dollar beteiligte.
Von 2015 bis 2018 war Beck Generalkonsul in Vancouver.
Beck ist verheiratet und hat zwei Kinder.